# NotebookLM
NotebookLM (Google NotebookLM) é uma ferramenta de pesquisa e anotações on-line desenvolvida pelo Google Labs que usa inteligência artificial (IA), especificamente o Google Gemini, para ajudar os usuários a interagir com seus documentos.

## História
O NotebookLM foi lançado inicialmente em 2023 como "Projeto Tailwind".
A equipe que construiu o produto inclui o autor de divulgação científica Steven Johnson e a gerente de produto Raiza Martin.
Em dezembro de 2024, o Google lançou a versão paga do NotebookLM, chamada NotebookLM Plus, para empresas e assinantes Gemini pagos.

## Uso
O NotebookLM pode gerar resumos, explicações e respostas com base no conteúdo enviado pelos usuários. Inclui também “Visões gerais de áudio”, que resumem documentos num formato de conversação, semelhante a um podcast.
Além de arquivos de texto, o NotebookLM pode processar PDFs, Google Docs, sites e Google Slides.

## Adoção
O Google descreve o NotebookLM como um "assistente de pesquisa virtual".
O Spotify Wrapped de 2024 usou esse recurso para gerar visões gerais personalizadas no estilo podcast de hábitos de audição individuais.